# Организација удруженог рада
Основна организација удруженог рада, или скраћено ООУР, био је назив за основни (најнижи) пословни правни субјект у некадашњој социјалистичкој Југославији од 1974. све до њеног распада 1990-их.